# Émile-Henri Feltesse
Émile-Henri Feltesse (Paris, 7 février 1881 - Paris, 10 octobre 1951) est un artiste peintre et graveur français.

## Biographie
Élève à l'école Estienne, Feltesse a pour professeurs Léon Deschamps, Henri-Joseph Dubouchet, Luc-Olivier Merson, Émile Jean Sulpis et Charles Albert Waltner. Il excelle très tôt en tant qu'aquafortiste. Il expose au Salon des artistes français à partir de 1901, des burins d'interprétation ; il réside à cette époque au 43, de la rue Delambre. Il reçoit une mention honorable en 1905, et devient sociétaire de ce salon, où il expose régulièrement.
En 1920, il grave les estampes destinées à la revue de mode Le Goût du jour, publiée par François Bernouard.
Il travaille durant l'entre-deux-guerres pour la Poste française, celles de Monaco, du Luxembourg et des colonies françaises, composant plusieurs séries de vignettes postales,, et comme illustrateur-graveur pour des ouvrages de bibliophilie.

## Œuvre

### Ouvrage illustrés
- Hégésippe Moreau, La Souris blanche, illustrations de Frédéric Bourdin gravées à l'eau forte par E. Feltesse, Paris, Maurice Glomeau, éditeur, 1919.
- Pétrarque, De l'amour et de la mort (sonnets choisis)[8], eaux-fortes originales, Paris, Maurice Glomeau, éditeur, [mars] 1920.
- René Boylesve, Nymphes dansant avec des satyres, 9 illustrations d'après Sergueï Solomko, Paris, Calmann-Lévy, 1920.
- Platon, Le Banquet, eaux-fortes, Paris, Maurice Glomeau, éditeur, 1921.
- Ippolito Nievo, Une histoire du temps passé. Roman vénitien, aquarelles de F. Bourdin et eaux-fortes originales, Paris, Maurice Glomeau, éditeur, 1921.
- Alfred de Vigny, Cinq-Mars ou Une conjuration sous Louis XIII, aquarelles de Guy Arnoux gravées, Paris, Javal et Bourdeaux, 1926.
- Giacomo Casanova, Une aventure de Casanova. Histoire complète de ses amours avec la belle C.C. et la religieuse de Muran[9], compositions gravées avec Sylvain Sauvage, Paris, Frazier-Soye / Paul Haasen, 1927.
- André Gide, Amyntas[10], aquarelles de Lucien Mainssieux ; frontispice gravé en couleurs par E. Feltesse, Paris, Éditions G. Crès et Cie, 1928.
- Goethe, Werther, aquarelles d'Auguste Leroux gravées avec Delzers, Paris, Javal et Bourdeaux, 1928.
- Stendhal, L'Abbesse de Castro, aquarelles d'Edmond Malassis gravées avec Delzers, Paris, Javal et Bourdeaux, 1930.
- Roland Dorgelès, Sur la route mandarine[11], eaux-fortes en couleurs et dessins de Jean Launois ; gravure des couleurs par E. Feltesse, Paris, impr. A. Jourde / Paul Haasen / Éditions G. Crès, 1929.
- [Collectif], L'Imprimerie et les métiers graphiques, notions essentielles présentées par Mlle Germaine de Coster, MM. Émile Feltesse, Pierre Bouchet, René Karcher, Edmond Demichel, René Mazurier [etc.], sous la direction de Marcel Valotaire[12], Paris, Arts et métiers graphiques, 1947

### Vignettes postales

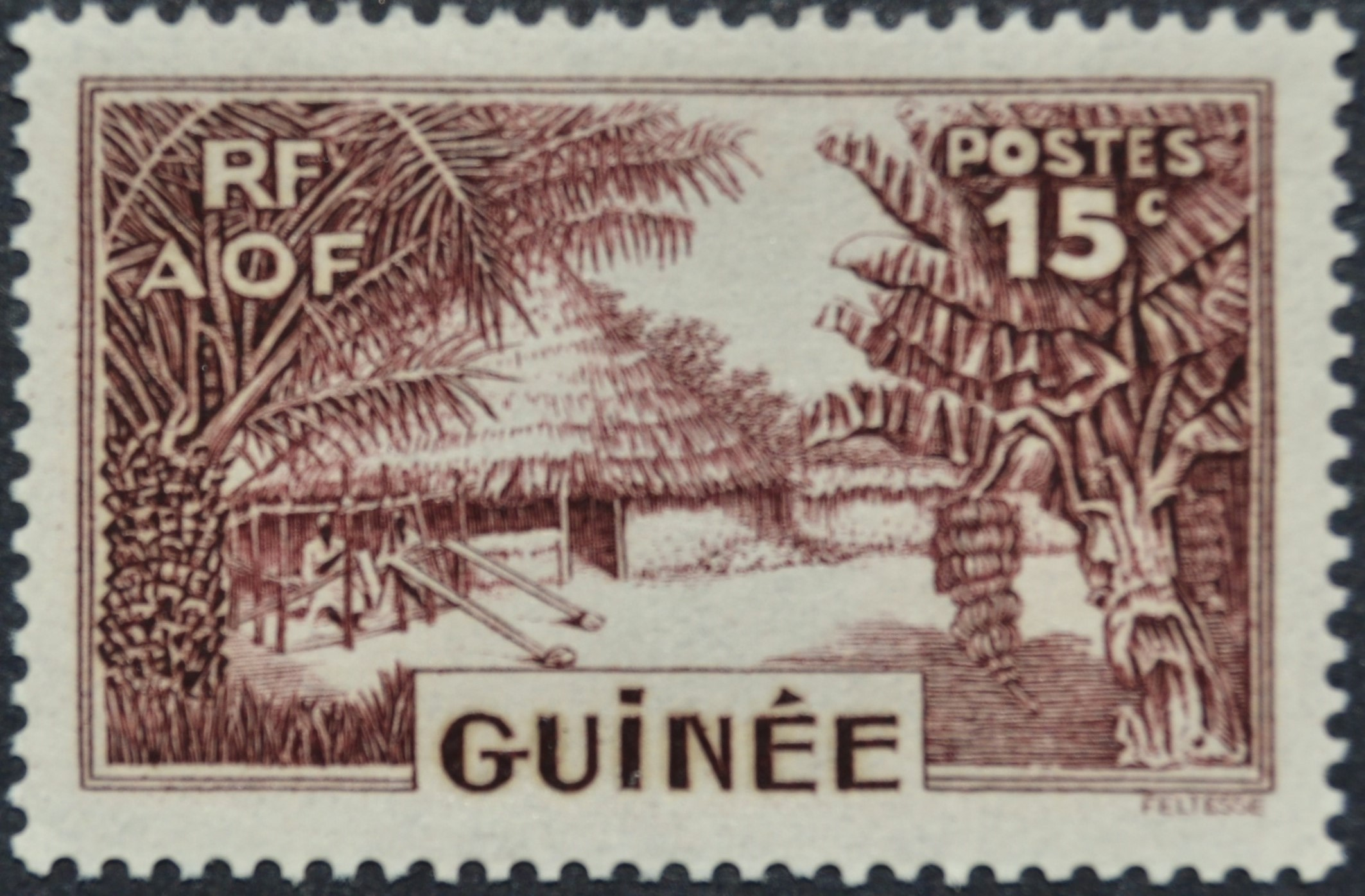
RF AOF Guinée 15 c. sépia (1938).

- Série Saint-Pierre-et-Miquelon - Phare, dessin de Gimel (1932)
- Série Moyen-Congo - Viaduc de Mindouli, dessin de Herviault (1933)
- Algérie - Cimetière musulman à Tlemcen 20 c. vert (1936)
- Série Exposition internationale Paris 1937, dessin de Robichon (1937)
- Série République libanaise - Acropole de Baalbek, dessin de Mourani (1937)
- Série AOF Guinée (1938)
- Série Côte française des Somalis - Léonce Lagarde, dessin de Kerhor (1938)
- Série RF Algérie Poste aérienne type Potez 56 (1939)
- Série Indochine - Exposition internationale de San Francisco (1939)

- Territoire du Fezzan - Forage dans le Ghatt 15 c. rouge, avec H. Razous (1951)